# Национальная гоночная серия «АВТОВАЗ»
Национальная гоночная серия «АВТОВАЗ» (НГСА) — турнир по автомобильным кольцевым гонкам, проводившийся в России в 2004—2008 годах (с перерывом в 2007 году).
Генеральным спонсором соревнований выступало ОАО «АВТОВАЗ», техническим партнером серии выступала тольяттинская компания «Торгмаш» на чьей производственной площадке в частности производились спортпрототипы LADA Revolution.

## История
- 14 апреля 2004 года началась сборка первого LADA Revolution для участия в соревнованиях Национальной Гоночной Серии LADA.
- 15 мая 2004 года на московской трассе «Мячково» состоялись основные заезды первого этапа НГС LADA[3][4].
- В 2004 году серия была наиболее популярной в России, в ней приняло участие 134 гонщика из 49 команд[5].
- 13 мая 2005 года стартовал второй сезон НГС LADA с новой схемой проведения соревнований.
- 23-24 июня 2006 года третий сезон Национальной Гоночной Серии LADA стартовал на «Невском кольце» в Санкт-Петербурге.
- В июне 2008 года состоялся старт четвёртого и последнего сезона Национальной гоночной серии «АВТОВАЗ» в трёх моноклассах: «Кубок LADA», «Кубок LADA Kalina» и «LADA Revolution». А среди этапов были и выездные, проводившиеся за пределами России, в Риге и Киеве[6].